# Taifa di Molina
La Taifa di Molina (in arabo طائفة ملينة‎?) era un piccolo emirato musulmano medievale situato nella zona orientale dell'attuale Castiglia, confinante con l'Aragona sorto in Al-Andalus intorno al 1036, in seguito alla disintegrazione del Califfato di Cordova e che durò fino all'anno 1129, quando fu conquistata da Alfonso I d'Aragona e inglobata nel regno d'Aragona.

La Taifa di Molina si estendeva su entrambe le sponde del fiume Gallo, un affluente del Tago, nella zona orientale dell'attuale Provincia di Guadalajara, attorno alla città di Tarik, attuale Molina de Aragón, come viene riprodotto nell'allegato MOLINA DE ARAGÓN.

## Storia
La Taifa di Molina nacque nel periodo finale della fitna di al-Andalus, descritta dallo storico Rafael Altamira, quando il signore di Molina de Aragón, Hucalao, si dichiarò emiro indipendente dal Califfato di Cordova, anche se forse, prima ancora, ci furono altri due emiri, come riporta il Molina de Aragón: veinte siglos de historia : un manual básico para conocerla.

A Hucalao succedettero Aben Hammar e Aben Galbòn

Secondo lo storico, Rodrigo Jiménez de Rada, il re Ferdinando I di León obbligò il re della Taifa di Molina a pagargli un tributo, poi anche ai suoi successori.

Secondo la ¿Continuidad o ruptura entre musulmanes y mudéjares?: el ejemplo de Molina de Aragón (Guadalajara) la Taifa di Molina dovette difendersi dal desiderio di espansione delle taife confinanti: Toledo e Saragozza e addirittura fu sottomessa da Saragozza, approfittando di un periodo di debolezza di Toledo.

Verso il 1089, la taifa, assieme ad altre località, divenne tributaria di Rodrigo Diaz de Vivar, che fu protettore e amico di Aben Galbòn.

Comunque la taifa di Molina controllava un territorio esiguo, molto probabilmente non molto esteso attorno alla città cinta di mura, soggetta a pagar tributi alle taife vicine:Albarracín e Saragozza.

Prima della conquista aragonese, tenuto conto dell'avanzata almoravide nella valle dell'Ebro (Saragozza fu conquistata nel 1110) è da presumere che anche Molina fosse parte del califfato almoravide.
Emiri di Molina
- Hucalao
- Aben Hammar
- Aben Galbòn

### Letteratura storiografica
- Rafael Altamira, "Il califfato occidentale", in: «Storia del mondo medievale», Cambridge History of Middle Age, vol. II, 1999, pp. 477–515.]
- Rafael Altamira, La Spagna (1031-1248), in "Storia del mondo medievale", vol. V, 1999, pp. 865–896
- La recomquista
- (ES)  MOLINA DE ARAGÓN
- (ES)  Molina de Aragón: veinte siglos de historia : un manual básico para conocerla
- (ES)  ¿Continuidad o ruptura entre musulmanes y mudéjares?: el ejemplo de Molina de Aragón (Guadalajara)